# 阿尔巴津人
阿尔巴津人（俄语：Албази́нцы）是中国人中俄罗斯后裔组成的民系之一。阿尔巴津是雅克萨的俄文名，其地现仍称阿尔巴津诺。他们是1685年移居到北京的俄罗斯哥萨克人后裔，为斯拉夫人、满人、汉人等民族的混血儿。信奉東正教中華正教會。现有500人左右，主要分布在北京和哈尔滨，有一小部分居住在呼伦贝尔、上海、天津、武汉、锦州、白城、长春等地。一些资料认为他们被归类为中华民族里面的俄罗斯族，另一些资料认为是满族。
他们的祖先哥萨克人是俄罗斯人裡一个比较特殊的群体，主要是俄罗斯裔和乌克兰裔里面崇尚自由，反抗沙皇统治而到顿河附近定居的农民。沙皇收买了哥萨克人的统治阶级和贵族，利用哥萨克人占领了西伯利亚，并且到达到黑龙江和太平洋沿岸。他们是帝俄（沙俄）开拓疆域的主要力量，在东欧，中亚和东北亚都有他们的分布。中国境内的阿尔巴津人的祖先是帝俄开拓西伯利亚之后聚居在黑龙江沿岸阿尔巴津港口的哥萨克人。

## 歷史
17世纪中期，沙俄加强了在外兴安岭和黑龙江流域的军事和宗教活动，一方面移民俄罗斯人到此定居，一方面迫使很多当地民族归顺和效忠俄國，並放弃萨满教，皈依东正教，一些通古斯民族和蒙古部落向俄國靠近后引起了清朝皇帝对边防的担忧。1685年，清康熙帝在阿尔巴津打败俄國之后，让50个当地哥萨克人随军回到北京。他们被编入镶黄旗，驻守北京东直门。康熙皇帝并允许他们把一所在北京胡家园胡同的关帝庙改为东正教教堂，这就是今天的北馆，今俄罗斯驻华使馆所在地。
清朝允許索伦部寡婦與阿尔巴津人結婚。 他們與蒙古和滿族婦女結婚。可與阿尔巴津人結婚的婦女是北京監獄的罪犯。 他们的后裔逐漸生養繁衍，与中国人结婚，並且漢化，尽管他们已经不再说俄语，但是他们的东正教信仰得以保存。俄罗斯正教会从1713年开始给北京派送东正教北京传道团。后期到中国的俄罗斯人发现，尽管保持了他们的信仰，阿尔巴津人逐渐不再有俄罗斯人的体貌特征。到十九世纪末，估计有1000位阿尔巴津人居住在北京。

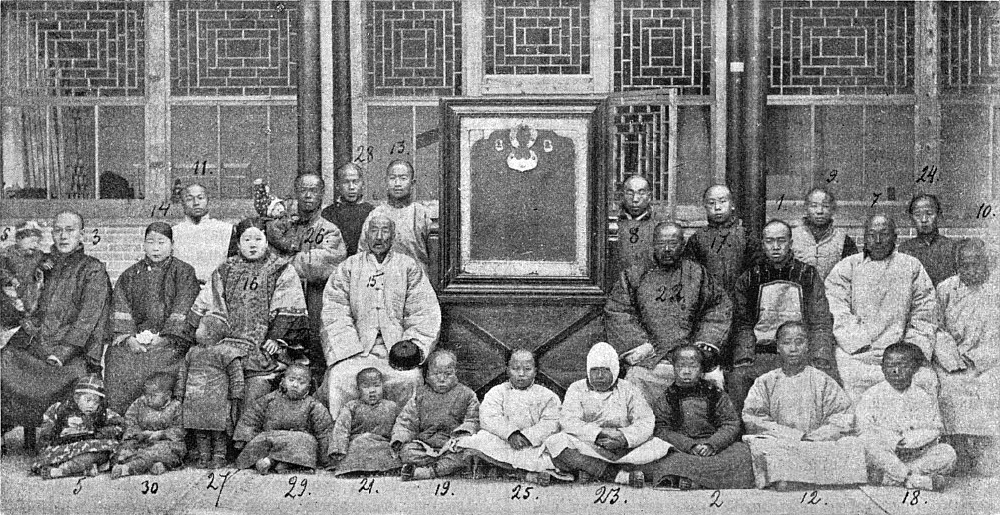
庚子拳乱后，阿尔巴津人在天津的合影

义和团运动中，很多外国人和中国基督徒被害。俄罗斯正教会將222位被殺的神職人員與信徒封為聖人，稱為中华殉道聖人，其中包括多名阿爾巴津人。文化大革命开始后，有几个阿尔巴津人家庭移居苏联，但是绝大部分选择留在了中国。
阿尔巴津人信奉东正教，但受萨满教、藏传佛教影响至深。阿尔巴津人把东正教堂称为罗刹庙或喇嘛台；把上帝称为佛；把教士称为喇嘛；把圣愚称为萨满等等。阿尔巴津人现在通用汉语，部分老人能使用俄罗斯语、教会斯拉夫语、满语。阿尔巴津人的俄罗斯姓氏都根据谐音改成了汉姓（即根据俄罗斯姓氏中的第一个字母，取一个发音接近的汉姓），如：罗曼诺夫（Романов）改为罗姓、哈巴洛夫（Хабаров）改为何姓、雅克甫列夫（Яковлев）改成姚姓、杜必宁（Дубинин）改为杜姓、贺洛斯托夫（Холостов）改为贺姓等等。
2003年前后曾有部分阿尔巴津的后裔到莫斯科、彼得堡等城市的东正教神学院学习东正教。